# Aliatypus gnomus
Aliatypus gnomus är en spindelart som beskrevs av Coyle 1974. Aliatypus gnomus ingår i släktet Aliatypus och familjen Antrodiaetidae. Inga underarter finns listade i Catalogue of Life.